# Alfred Hensen

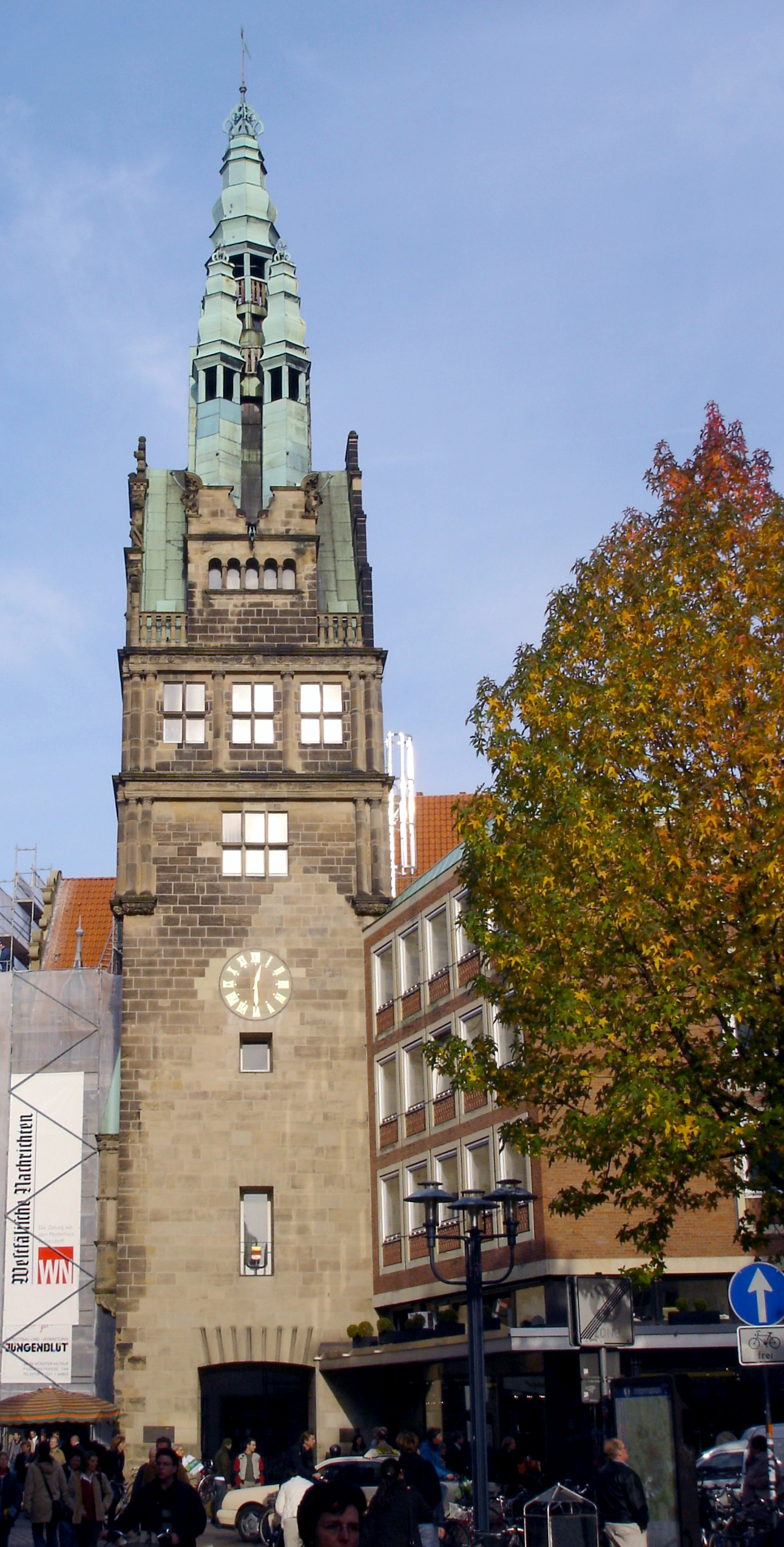
Stadthausturm Münster, 1907

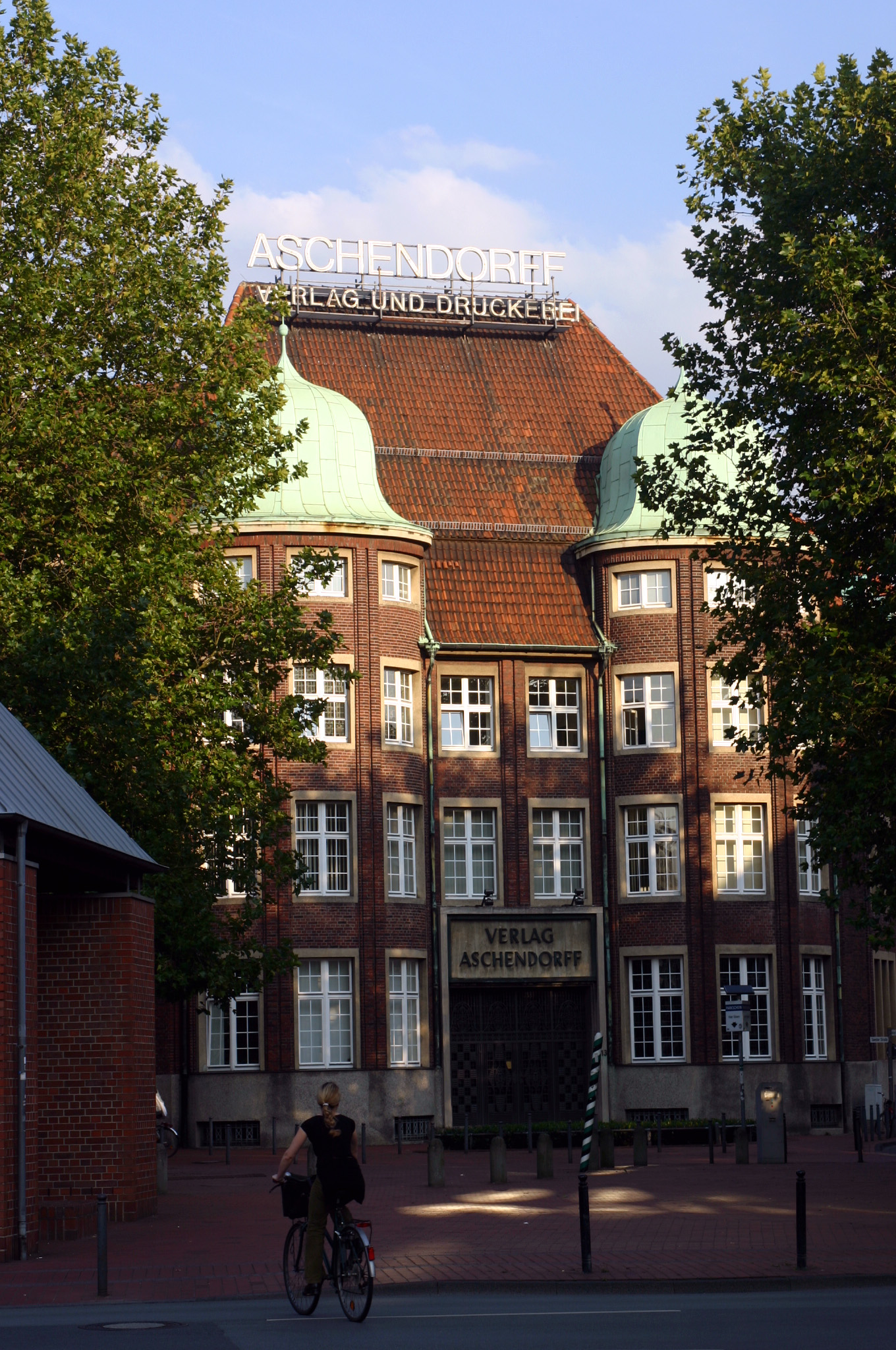
Verlagshaus Aschendorff, 1912

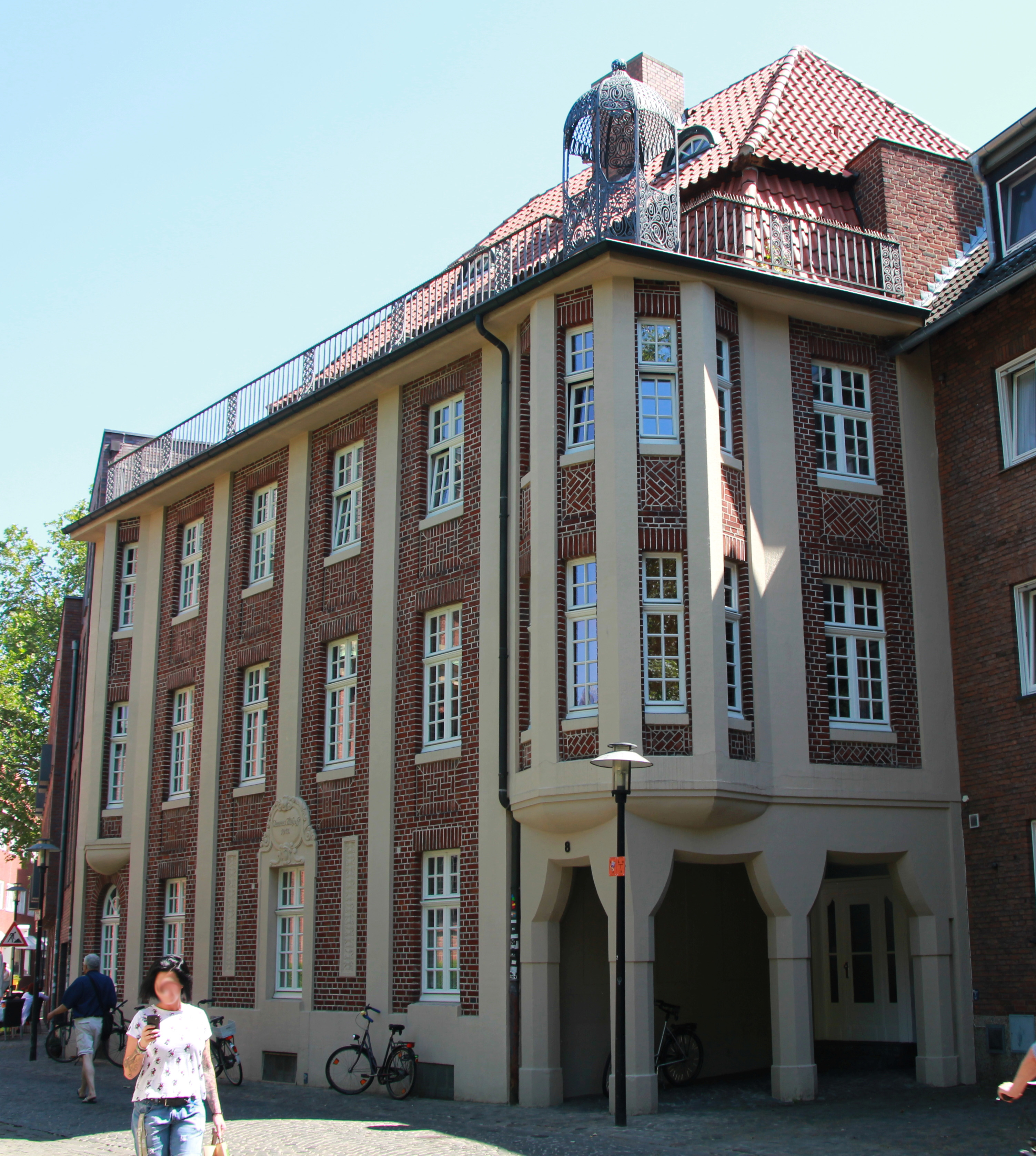
Haus Flithoff in Münster, 1913

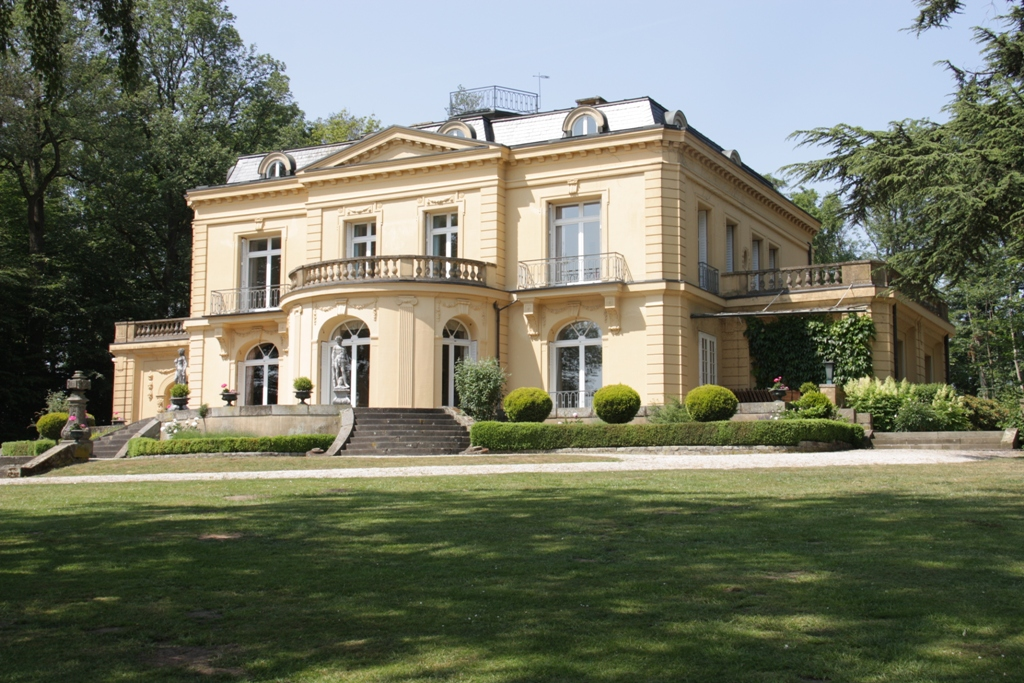
Haus Rothenberge ("Villa Jordaan") in Wettringen, Ansicht Parkseite 2011

Alfred Hensen (* 25. Mai 1869 in Osnabrück; † 20. Juli 1931 in Münster) war ein deutscher Architekt und Baubeamter, der das Stadtbild der Stadt Münster in den Jahren von 1901 bis 1931 wesentlich mitgeprägt hat. Er galt als einer der qualitätsvollsten und wandelbarsten Architekten Westfalens seiner Zeit. 1979 wurde eine Straße in Münster nach ihm benannt.

## Leben
Hensen wurde als Sohn des Dombaumeisters Johann Bernhard Hensen (1828–1870) und dessen Ehefrau Gabriele, geb. Bödiker, in Osnabrück geboren. 1888 begann er ein Architekturstudium an der Technischen Hochschule Hannover, 1890 setzte er seine Studien an der Technischen Hochschule (Berlin-)Charlottenburg fort und unternahm Studienreisen in mehrere europäische Länder (England, Frankreich, Italien und Flandern). 1901 legte Alfred Hensen die zweite Staatsprüfung ab. Er arbeitete als Regierungsbaumeister (Assessor) und später in der kommunalen Bauverwaltung der Stadt Münster als Leiter des Stadtbauamtes V, das eigens für den Neubau des Hauses der Stadtverwaltung gebildet worden war.
1907 löste er den Vertrag mit der Stadt Münster, da diese ihn nicht ins Beamtenverhältnis übernehmen wollte. Er arbeitete von da an als selbstständiger Architekt in Münster und entwarf vor allem Häuser für private Auftraggeber. Hensen war Mitbegründer des Westfälischen Heimatbundes, sowie Mitglied im Münsterländer Architekten- und Ingenieurverein e.V. Hensen sanierte und erweiterte auch verschiedene Herrenhäuser im Münster- und Sauerland. Er starb 1931 in Münster.

## Bauten und Entwürfe
- 1901–1905: Neubau des Stadthauses an der Klemensstraße in Münster (zerstört, nur Turm erhalten)
- 1903–1904: Mehrfamilienwohnhäuser in Münster, Warendorfer Straße 105/107
- 1903–1904: Wohnhaus Sümmermann in Münster, Fürstenbergstraße 6
- 1904: Orgelempore der Dominikanerkirche in Münster (zerstört)
- 1904: freie Rekonstruktion des Ohmschen Hauses in Münster, Roggenmarkt 11/12 (bis auf das Erdgeschoss kriegszerstört, Obergeschosse 1980 von Harald Deilmann)
- 1904: Kaplanei der Lambertikirche in Münster
- 1906–1907: Geschäftshaus Niemer in Münster, Salzstraße 57
- 1907: Stadthauptkasse in Münster, Ecke Klemensstraße/Ludgeristraße (1959 abgerissen für Kaufhaus Horten)
- 1906–1907: Stadthausturm Münster[2]
- 1908: Umbau und Erweiterung von Schloss Heessen in Hamm-Heessen
- 1910: Landsitz von Gescher in Münster, Mauritzheide (Garten vom königlichen Gartenbaudirektor Albert Brodersen aus Berlin-Steglitz, Haus wurde 1973 abgerissen)
- 1910–1911: Wohnhaus in Münster, Hoyastraße 20
- 1910–1911: Universitäts-Kinderklinik in Münster, Robert-Koch-Straße 31
- 1911: Kreissparkasse in Münster (Erweiterungsbau des ehem. Fürstenberger Hofs; heute zum Kunstmuseum Pablo Picasso Münster gehörend)
- 1911–1912: Bürogebäude der Steinbruchs-Berufsgenossenschaft in Münster, Gutenbergstraße 17
- 1912: Haus Rincklake in Münster, Rothenburg 14/16
- 1912: Verwaltungsgebäude des Aschendorff Verlags in Münster, Gallitzinstraße (heute Soester Straße; zusammen mit Alexander Cazin)[3]
- 1912–1913: Vinzenzwaisenhaus in Münster-Handorf
- 1913: Haus Flithoff in Münster, Loerstraße 7/8 (1980 wiederhergestellt)
- 1913: Wasserturm in Bocholt
- 1921: Stadtweinhaus in Münster (Umbau der Innenräume), Prinzipalmarkt 8/9 (kriegszerstört, Wiederaufbau 1956/57 mit neuer Innengestaltung)
- 1924: Geschäftshaus Pelster in Münster, Alter Steinweg 48 (2017 bis auf Fassade entkernt und in Neubau integriert)
- 1923–1925: Haus Rothenberge in Wettringen (Münsterland) (Tagungsstätte der Universität Münster, 2017 saniert)
- 1925: Umbau des Geschäftshauses Brinckmann in Münster, Prinzipalmarkt 23
- 1926: Torminbrücke in Münster (Fragmente der alten Brücke wurden in die neue Torminbrücke eingebaut)[4]
- 1924–1926: Wohn- und Geschäftshaus Grammann (mit Fischbrathalle) in Münster, Schlaunstraße 8
- 1926–1927: Büro- und Geschäftshaus Rosenhof in Münster, Schlaunstraße 2/4 / Rosenstraße 9
- 1927: Rathaus Bocholt (Sanierung)
- 1930: Mietshausanlage in Münster, Scharnhorststraße 11–15 / Brunnenstraße 12–14
- um 1931: Wohnsiedlung am Sentmaringer Weg in Münster